# Liste der Bodendenkmale in Schmölln-Putzkau
In der Liste der Bodendenkmale in Schmölln-Putzkau sind die Bodendenkmale der Gemeinde Schmölln-Putzkau und ihrer Ortsteile nach dem Stand der Auflistung von Harald Quietzsch und Heinz Jacob aus dem Jahr 1982 aufgelistet. Eventuelle Änderungen und Ergänzungen, insbesondere aus der Zeit nach der Wende, sind nicht berücksichtigt, da für Sachsen aktuell keine neueren allgemein zugänglichen Bodendenkmallisten vorliegen. Die Baudenkmale sind in der Liste der Kulturdenkmale in Schmölln-Putzkau aufgeführt.
| Denkmal-ID | Fundart            | Ortsteil    | Bezeichnung                      | Zeitstellung | Lage | Bemerkungen                                                                                     | Bild |
| ---------- | ------------------ | ----------- | -------------------------------- | ------------ | --- | ----------------------------------------------------------------------------------------------- | ---- |
| ?          | Befestigung > Burg | Oberputzkau | Wasserburg                       | Mittelalter  | Südwestrand des Orts, gesamter Gutsbereich | Befestigter Hof, Teile des Grabens erhalten, Schutz seit 3. Oktober 1937, erneuert 5. Juli 1960 |      |
| ?          | Befestigung        | Oberputzkau | Wallanlage unbekannter Bedeutung | Mittelalter? | südsüdwestlich von Niederneukirch auf dem Gipfel des Valtenbergs, auf dem Gebiet der Gemarkungen Oberputzkau und Niederneukirch (Neukirch/Lausitz) | Ringwall in Gipfellage, in Resten erhaltener Steinwall, Schutz seit 5. Juli 1960                |      |